# Aneurin Barnard
Aneurin Barnard, född 8 maj 1987 i Mid Glamorgan i Wales, är en walesisk skådespelare. Han utexaminerades 2008 från Royal Welsh College of Music & Drama och hans första långfilm var Ironclad (2011). Han spelade Boris Drubetskoj i TV-serien Krig och fred (2016). Barnard medverkar även i filmen Dunkirk.